# Yohan Mannone
Yohan Mannone (19 luglio 1995) è un calciatore francese, di ruolo difensore centrale.

## Biografia
In gioventù la malattia di Crohn gli ha impedito di giocare a calcio, finché non è riuscito a superarla.
In patria ha giocato per club di quarta e quinta divisione, tra cui il Racing di Parigi e la seconda squadra del PSG.
Nel febbraio 2022, a 26 anni, è entrato a far parte del club estone Nõmme Kalju di Tallinn. 
Il 2 marzo 2022 debutta nel campionato estone contro il Kuressaare, mentre l'8 maggio 2022 segna il suo primo goal in campionato nella partita contro il Tammeka. 
In due stagioni e mezza ha giocato 65 partite e segnato 6 goal nella massima divisione. È stato finalista (2021-2022) e semifinalista (2023-2024) della Coppa d'Estonia.
Nell'estate del 2024 si è trasferito al Wilz, club del campionato lussemburghese.
Oltre a giocare a calcio a livello professionale, promuove una sana alimentazione ed è autore e coautore di diverse pubblicazioni.

## Opere
- (FR)  Y. Mannone, Mon programme anti-inflammatoire: La méthode infaillible de @yohan_naturopath[6], Leduc éditions, Parigi 28 febbraio 2023, coll. Sante, 1ª edizione, 352 p. ISBN 979-1028527143, OCLC 1376452779
- (FR)  Y. Mannone, Guilaume Marinette, Mes recettes anti-inflammatoires[6], Leduc éditions, Parigi 1º febbraio 2024, 476 p. ISBN 9791028530419, OCLC 1432422555